# 南延岡站
南延岡站（日语：／ Minami-Nobeokaeki */?）是位於宮崎縣延岡市，屬九州旅客鐵道（JR九州）和日本貨物鐵道（JR貨物）的日豐本線車站。事務管號碼為▲920555。

## JR九州車站構造

### 站房
為一座2層高的鋼筋混凝土建築物。地下主要用作JR貨物的辦公地點，車站設備位於二樓，沿路面經樓梯前往，本站暫時未計劃進行無障礙化工程。
進站後，中央位置為候車大堂，右側為站長室、綠色窗口及普通服務窗口，並設有一部自動售票機。左側原為Kiosk，在2017年12月撤走。現時用作候車室，室內設有多張候車座椅。同時亦有男、女獨立洗手間。
車站原由JR九州服務支援管理的業務委託車站，主要負責售票和閘口業務。2023年10月1日改為由JR九州直接管理，成為了直營站。

### 月台
設有島式月台2個，但最接近站房的一邊月台因用作貨物列車及保線用途，相關的月台邊全被高至上蓋的圍欄所封閉，不可以使用，因此該島式月台只能使用內側軌道，合共2面3線的配置。
內側連島式外側線道，共設有4條側線供旭化工專用線列車停靠及讓柴油機車轉換方向方用；而外側島式月台外有四條側線，供列車暫時停靠之用，過往亦是已廢線的高千穗鐵道列車停放區，過往此站也是延岡運輸區的所在地，並設立了南延岡運輸中心，但因應業務統合的原故，已經撇去。
現時，上行普通列車除首班（本站始發）是通往佐伯外，其餘皆只駛至延岡，而這班通往佐伯的班次，更是採用了4輛編成的787系電聯車，以被到達佐伯後改行日輪號列車。
| 月台 | 路線      | 上下行 | 方向                                                 | 備註                        |
| ---- | --------- | ------ | ---------------------------------------------------- | --------------------------- |
| 1    | ■日豐本線 | 上行   | 延岡、佐伯、大分、小倉、博多方向                     | 從此站出發的列車使用3號月台 |
| 2、3 | ■日豐本線 | 下行   | 宮崎、南宮崎、宮崎機場、田野、西都城、鹿兒島中央方向 | 部分使用1號月台             |

## JR貨物
JR貨物在本站主要負責旭化成專用線，專用線位於車站西北方，連接旭化工於旭町6丁目及7丁目多個工場，包括製藥、化學品及纖纖廠，然後以專列方式先運送庄本站，再開往延岡站與其他貨物車卡對接後駛出。過往專用線也負責運送液態氯的罐車至大牟田站的三井化學専用鐵道線（過往稱作旭町支線），前往三井化學大牟田工場，不過隨着專用線於2020年5月廢線，相關的運送已經中止，但其他工廠的運輸仍然繼續。

### 處理類型
於JR貨物網頁中，本站為辦理貨櫃提取服務的車站，但站內其實並沒有供放置貨櫃的月台，也沒有相關的起卸裝署，而在JR貨物發車時間表手冊中顯示為「僅處理專用線的提取」，所以，其他顧客並不能在此提取貨櫃或貨物。
隨2022年3月修正，現時只設有8076號列車由本站出發，經延岡站前往北九州貨物總站，及接駁至四日市站，而進入專用線的班次為4071號列車，先至延岡卸下其他貨卡後，再將屬專用線的貨櫃駛入本站及專用線。2023年10月1日，南延岡貨運列車正式取消。

## 歷史
- 1922年：

- 2月11日：鐵道省宮崎本線由富高伸延至本站，開業，為終點站。
- 5月1日：宮崎本線由本站伸延至延岡站，改為中途站。

- 1945年：

- 8月10日：延岡大空襲，使車站大樓內全部燒毀。
- 8月12日：再次受到空襲，沖田川橋粱倒塌（8月23日重開）。

- 1978年4月5日：現時第3代車站大樓。
- 1985年3月14日：開始來往專用線的貨櫃起卸業務。終止行李起卸業務。
- 1987年4月1日：隨國鐵分割民營化，車站由九州旅客鐵道（JR九州）營運。
- 1996年6月1日：隨宮崎綜合鐵道事業部（日语：宮崎総合鉄道事業部）成立，車站從大分分社（日语：九州旅客鉄道大分支社）改為鹿兒島分社（日语：九州旅客鉄道鹿児島支社）管理。
- 1999年：站內的南延岡運輸中心廢止。
- 2002年3月23日：臥鋪特急「彗星」開始停站。
- 2006年9月17日：由於颱風辛樂克使發生龍卷風，特急「日輪9號」於延岡一方前400米出軌，使車頭2輛車廂翻側。詳細參見JR日豐本線出軌事故。
- 2022年4月1日：隨宮崎綜合鐵道事業部改組，並且昇格為宮崎支社（日语：九州旅客鉄道宮崎支社），車站管理權由宮崎支社承繼[13]。
- 2023年8月21日：貨物提取服務取消[10]。
- 2023年10月1日：昇格為直營站[5]。

## 使用狀況
在2023年度，1日平均乘車人次為811人。
以下為近年1日平均乘車人次：
| 年度   | 1日平均 乘車人次 |
| ------ | ---------------- |
| 1995年 | 693              |
| 1996年 | 714              |
| 1997年 | 685              |
| 1998年 | 687              |
| 1999年 | 683              |
| 2000年 | 684              |
| 2001年 | 713              |
| 2002年 | 678              |
| 2003年 | 713              |
| 2004年 | 772              |
| 2005年 | 800              |
| 2006年 | 811              |
| 2007年 | 798              |
| 2008年 | 824              |
| 2009年 | 822              |
| 2010年 | 834              |
| 2011年 | 801              |
| 2012年 | 846              |
| 2013年 | 845              |
| 2014年 | 816              |
| 2015年 | 842              |
| 2016年 | 837              |
| 2017年 | 819              |
| 2018年 | 827              |
| 2019年 | 833              |
| 2020年 | 698              |
| 2021年 | 736              |
| 2022年 | 766              |
| 2023年 | 811              |

## 車站周邊
此站位於延岡市內，附近前恒富村的川南地區南邊，為延岡市內南邊玄關口。站前廣場設有的士等候。
站前西邊方向設有愛宕山，在車站與愛宕山之間的狭窄平地設有舊國道10號與商店街。車站東側距離海邊約1公里，為平坦較低窪地帶。曾經為田地，現轉為住宅開發地帶，沿國道10號（延岡繞道）上設有路邊店鋪，為市郊的地帶。
車站周邊方圓1公里內為獨立屋的住宅用地（部分為公寓）。另一方面，站前設有商店街「南延岡商店街」（正式名稱為「南延岡商店街振興組合」），而車站附近的分店名多以「南延岡（分）店」命名，而「南延岡」基本上為通稱地名。當地人會稱此站為「南站」（日语：／）。

## 巴士路線
車站前在舊國道10號交通燈附近設有「南延岡站前」巴士站。所有班次由宮崎交通運行。市區方向日間設有毎小時4至6班。

## 相鄰車站
九州旅客鐵道
■日豐本線
- 部分特急「日輪」「日輪喜凱亞」「日向」停車站。

延岡－南延岡－旭丘

## 注腳
1. 1 2 3 4 5  . 週刊朝日百科. 44号 宮崎駅・都城駅・志布志駅ほか80駅. 朝日新聞出版. 2013-06-23: 22.
2. 1 2  . JR九州鐵道營業.   [2016-09-11]. （原始内容存档于2016-04-12）.
3. ↑  日本國有鐵道旅客局(1984)『鉄道・航路旅客運賃・料金算出表 昭和59年４月20日現行』。
4. ↑  . JR九州服務支援株式會社.   [2019-07-14]. （原始内容存档于2019-07-13）.
5. 1 2  . JR九州サービスサポート.   [2023-10-02]. （原始内容存档于2024-09-22）.
6. ↑  .   [2022-04-05]. （原始内容存档于2022-03-11）.
7. ↑  【動画あり】国内最古「炭鉱電車」廃線へ　5月にも三井化学大牟田工場 （页面存档备份，存于），西日本新聞，2020年2月28日。
8. ↑  .   [2022-04-04]. （原始内容存档于2021-02-25）.
9. ↑  見第4頁注解 （页面存档备份，存于）及第130頁 （页面存档备份，存于）的標記。
10. 1 2  交友社『railf.jp』2023年8月25日付記事「『南延岡貨物』の運転が終了 （页面存档备份，存于）」（2023年12月17日閲覧）
11. ↑  日本《官報》第2853號「鉄道省告示第4号」，大藏省印刷局：1922年2月7日，第138頁。
12. ↑  日本《官報》第2919號「鉄道省告示第43号」，大藏省印刷局：1922年4月28日，第790頁。
13. ↑  九州旅客鉄道株式会社人事異動（2022年4月1日付） （页面存档备份，存于） - 九州旅客鉄道(2022年3月25日閲覧)
14. ↑  宮崎縣統計年鑑等
15. ↑   (PDF). 九州旅客鐵道.   [2018-07-12]. （原始内容存档 (PDF)于2019-12-06）.
16. ↑   (PDF). 九州旅客鉄道.   [2020-08-25]. （原始内容 (PDF)存档于2020-08-24） （日语）.
17. ↑   (PDF). 九州旅客鉄道.   [2021-08-25]. （原始内容 (PDF)存档于2021-08-24） （日语）.
18. ↑   (PDF). 九州旅客鉄道.   [2022-08-26]. （原始内容 (PDF)存档于2022-08-26） （日语）.
19. ↑   (PDF). 九州旅客鉄道.   [2024-09-02]. （原始内容 (PDF)存档于2024-05-27） （日语）.
20. ↑   (PDF). 九州旅客鉄道.   [2024-09-02]. （原始内容 (PDF)存档于2024-08-31） （日语）.

## 外部連結
- JR九州南延岡站 （页面存档备份，存于）